# Ngagrim chenmo
| Tibetische Bezeichnung                    |
| ----------------------------------------- |
| Wylie-Transliteration: sngags rim chen mo |
| Andere Schreibweisen: Ngakrim Chenmo      |
| Chinesische Bezeichnung                   |
| Traditionell: 密宗道次第廣論              |
| Vereinfacht: 密宗道次第广论               |
| Pinyin:Mizong daocidi guanglun            |

Ngagrim chenmo (tib.: sngags rim chen mo) ist ein Hauptwerk von Tsongkhapa.
Tsongkhapa (1357–1419) verfasste es auf die Bitte von Sönam Sangpo (spyan nga bsod nams bzang po) hin, und Sönam Sangpo gab später eine Gesamtausgabe von Tsongkhapas Werken in Auftrag.

## Einführung
Der Titel des Werkes wird im Deutschen unterschiedlich übersetzt mit „Eine Große Darstellung der geordneten Stufen des Tantrapfades“, „Große Darlegung der Stufen des Geheimen Mantra“ u. a. Es ist ein Werk des tibetischen Buddhismus über die Stadien der Praxis der vier Tantraklassen. Die tibetische Tradition spricht diesbezüglich von „Tantra der Aktion, Tantra der Entwicklung, Yoga-Tantra und Höchstes Yoga-Tantra“. Bezüglich dieser vier Lehren des tibetischen Buddhismus werden der Ablauf der Praxis, Rituale, Methoden sowie die Verwendung von Dharma-Werkzeugen und so weiter im Detail besprochen.
Sein vollständiger Titel lautet rGyal ba khyab bdag rdo rje 'chang chen po'i lam gyi rim pa gsang ba kun gyi gnad rnam par phye ba. Das Werk ist neben dem Lamrim chenmo (Große Darlegung des Stufenwegs zur Erleuchtung u. a.) das zweite der beiden Hauptwerke von Tsongkhapa (1357–1419), dem Gründer der Gelugpa-Schule. Abgeschlossen wurde das Werk im Jahr 1405.
Wie die Kadampa-Lehrer vor ihm, vertrat Tsongkhapa strikt die Prasaṅgika-Madhyamaka-Lehre (dbu ma thal 'gyur).
Eine chinesische Übersetzung des Textes wurde von Meister Fazun am Sino-Tibetan Buddhist Studies Institute (Han-Zang jiaoli yuan 汉藏教理院) in Chongqing erstellt und nach einer Überarbeitung durch den Meister Yinshun der Bodhi-Gesellschaft (Puti xuehui 菩提学会) in Peking zum Druck und zur Verbreitung übergeben.